# Seattle Film Critics Society
Seattle Film Critics Society je organizace filmových kritiků. Skládá se z 25 kritiků z tisku, rádia, televize a internetových publikací z okolí Seattlu. Organizace byla založena v roce 2016. Jejím zakladatelem je Mike Ward. Viceprezidentkou organizace je Sara Michelle Fetters. Mezi její členy patří například Michael Medved, Ryan Swen, Steve Reeder nebo Warren Cantrell.

## Kategorie
- nejlepší film
- nejlepší režie
- nejlepší scénář (adaptovaný, originální),
- nejlepší herec v hlavní roli
- nejlepší herečka v hlavní roli
- nejlepší herec ve vedlejší roli
- nejlepší herečka ve vedlejší roli
- nejlepší obsazení
- nejlepší animovaný film
- nejlepší cizojazyčný film
- nejlepší dokument
- nejlepší kamera
- nejlepší střih
- nejlepší kostýmy
- nejlepší skladatel
- nejlepší výprava
- nejlepší vizuální efekty
- nejlepší mladý herec/mladá herečka
- nejlepší zloduch.

## Rekordy
6 cen: Moonlight (2016)
5 cen: Parazit (2019)
4 ceny: Roma (2018)
3 ceny: Lady Bird (2017), Nit z přízraků (2017)